# Státní soudní dvůr
Státní soudní dvůr (něm. Staatsgerichthof) byl zvláštní ústavní institucí rakousko-uherského Předlitavska, která rozhodovala o žalobách parlamentu proti některému z ministrů pro porušení říšské nebo zemské ústavy. Zavedl jej zákon č. 101/1867 ř. z., další konstituční záležitosti řešil Říšský soud.
Soud se skládal z 24 členů, které na funkční období šesti let volila panská a poslanecká sněmovna, každá z nich polovinu. Členové Státního soudního dvora museli být rakouští občané, znalí práva (obvykle šlo o profesory práva nebo soudce) a nesmělo jít o členy některé ze sněmoven. Ze svého středu si pak sami volili předsedu soudního dvora. Návrh na obžalobu ministra muselo podepsat 20 členů panské sněmovny, resp. 40 členů poslanecké sněmovny a pro jeho schválení musely hlasovat alespoň dvě třetiny dané parlamentní komory. Rozhodnutí Státního soudního dvora bylo konečné, pouze císař mohl na návrh sněmovny, která obžalobu podala, udělit odsouzenému ministru milost.